# Paul Nougé
Œuvres principales
- L'Expérience continue
- Histoire de ne pas rire
- La musique est dangereuse

Paul Nougé, né à Bruxelles le 13 février 1895 et mort à Bruxelles le 6 novembre 1967, est un poète belge, instigateur et théoricien du surréalisme en Belgique.

## Biographie
Né de père français d'origine charentaise et de mère belge, Paul Nougé suit l'enseignement du lycée français de Bruxelles où son père est professeur puis s'engage en 1909 dans des études de chimie biologique à l'Institut Meurice (Anderlecht) et travaille de 1919 à 1953 comme biochimiste dans un laboratoire médical, rue Belliard, 194. 
Nougé figure parmi les fondateurs du Parti communiste belge en 1921. 
En novembre 1924 il crée la revue Correspondance qui publie 26 tracts jusqu'en septembre 1925, avec la collaboration de Camille Goemans et de Marcel Lecomte, exclu du mouvement en juillet 1925. Nougé rencontre la même année les surréalistes français, Louis Aragon, André Breton et Paul Éluard, signe ainsi le tract La Révolution d'abord et toujours, et fait en 1926 la connaissance de Louis Scutenaire. Nougé et Goemans, René Magritte et E. L. T. Mesens se rapprochant, septembre 1926 marque l'ébauche de la constitution du groupe surréaliste de Bruxelles à travers la confection de tracts communs, auxquels André Souris s'associe.
Nougé compose en 1927 des détournements des exemples du manuel de grammaire de Clarisse Juranville, illustrés de cinq dessins de Magritte, et préface l'exposition de Magritte à la galerie Le Centaure, à Bruxelles. En 1928 il fonde la revue Distances, rédige les textes poétiques du catalogue d'un marchand de fourrures, illustré par Magritte (Le catalogue Samuel, réédité par Didier Devillez éditeur, Bruxelles, 1996) et la préface d'une exposition de Magritte à la galerie L'Époque (signée par les « complices » Goemans, Mesens, Lecomte, Scutenaire et Souris) puis prononce en janvier 1929 à Charleroi une conférence sur la musique qui accompagne un concert dirigé par André Souris et une exposition de Magritte (La conférence de Charleroi, publiée en 1946). Il donner des titres décalés à plusieurs toiles de Magritte. 
Entre décembre 1929 et février 1930 Nougé réalise dix-neuf photographies qui seront publiées en 1968 sous le titre Subversion des images. En 1931 il préface l'exposition qui suit le retour de Magritte à Bruxelles. Des extraits des Images défendues sont publiés en 1933 dans le cinquième numéro du Surréalisme Au Service de la Révolution. En 1934 Nougé cosigne L'action immédiate dans Documents 34 dont Mesens est le rédacteur, en 1935 Le Couteau dans la plaie et publie en 1936, dans Les Beaux-Arts de Bruxelles, René Magritte ou la révélation objective. Il est alors avec E.-T. Mesens à l'origine de l'exclusion du groupe d'André Souris. 
Mobilisé en 1939 à Mérignac puis à Biarritz, comme infirmier militaire, Nougé préface en 1941 une exposition, rapidement fermée par les occupants, de photographies de Raoul Ubac à Bruxelles (L'expérience souveraine) et publie en 1943 le texte complet de René Magritte ou Les images défendues. Sous le pseudonyme de Paul Lecharantais il préface en janvier 1944 une nouvelle exposition de Magritte critiquée par les collaborateurs du nazisme. En 1945, Nougé participe à l'exposition Surréalisme organisée par la galerie des Éditions La Boétie de Bruxelles puis, en 1946, fait paraître La Conférence de Charleroi et, sous le titre Élémentaires une préface pour l'exposition de Magritte (Le Surréalisme en plein soleil) à la galerie Dietrich. 
En 1952, Nougé écrit Les Cartes transparentes et en 1953 un de ses plus beaux textes poétiques, Esquisse d'un hymne à Marthe Beauvoisin qui est son égérie mais qui par son alcoolisme fera peu à peu tomber Nougé dans la précarité jusqu'à son décès. En 1955, il publie Un portrait d'après nature ou l'histoire telle qu'on la crée. Nougé commence une nouvelle vie avec Reine Leysen, mariée au peintre Marcel Broodthaers, qui devient sa troisième épouse. 
Marcel Mariën publie en 1956 l’œuvre théorique de Paul Nougé, sous le titre Histoire de ne pas rire. En 1957, Paul Nougé, ayant été licencié par son laboratoire, travaille sous statut d'ouvrier à l'imprimerie l'Asar. En 1966, Marcel Mariën publie l’œuvre poétique de Nougé sous le titre L'expérience continue. 
En mars 1953, il croise la chanteuse Barbara pour qui il écrira deux chansons. En 1954, il fonde avec Jane Graverol et Marcel Mariën, la revue Les Lèvres nues. En 1956 il publie dans cette revue des textes, dont "Hurlements en faveur de Sade" et "Théorie de la dérive", du jeune Guy Debord (24 ans ) qui fonda l'année suivante l' " Internationale situationniste ".
Paul Nougé meurt à Bruxelles à l'hôpital d'Ixelles le 6 novembre 1967, Marcel Mariën étant resté à son chevet.

## Citations
- « J'aimerais assez que ceux d'entre nous, dont le nom commence à marquer un peu, l'effacent. »[2]

- « AUX ÉCRIVAINS PUBLICS / ET AUX / POÈTES POÈTES / À / L'EXPANSION / À / LA MANIE / À / LA CONFIDENCE / À / LA VANITÉ / À / LA CANDEUR / AUX PROPHÈTES / COMME AUX VIRTUOSES / RAPPELONS SANS NOUS LASSER / QUE / L'EXPÉRIENCE CONTINUE. »[3]

- « EXÉGÈTES, / POUR Y VOIR CLAIR, / RAYEZ / LE MOT / SURRÉALISME. »[4]